# Вуколов, Олег Александрович
Олег Александрович Вуколов (род. 2 октября 1933, Пятигорск, СССР) — советский и российский художник, живописец. Народный художник Российской Федерации (2004). Академик РАХ (2007).

## Биография
Олег Вуколов родился в г. Пятигорске Ставропольского края. В 1951 г. окончил Школу рабочей молодёжи и в том же году поступил в ЛВХПУ имени В. И. Мухиной в Ленинграде. 1953—1958 — учеба в Институте живописи, скульптуры и архитектуры имени И. Е. Репина Академии художеств СССР в Ленинграде.
С 1960 года начал участвовать в художественных выставках. В 1964 году вступил в Союз художников СССР.
В 1975—1977 гг руководил творческими молодежными группами в Доме творчества Союза художников СССР — «Сенеж».
В 1979 году — премия Моссовета за картины «Новые кварталы», «Влюблённые» и «Два времени».
В 1982 году премия Союза художников СССР и Министерства путей сообщения СССР за картину «Магистрали Сибири».
В 1983 году присвоено звание Заслуженного художника РСФСР.
В 2001 году избран членом-корреспондентом Российской академии художеств, в 2004 году присвоено звание Народного художника России. В 2006 году награждён Золотой медалью Российской академии художеств — «Достойному».
В 2007 году. избран действительным членом Академии художеств. В 2013 году, в связи с восьмидесятилетием, награждён Орденом Российской Академии художеств «За служение искусству».
Основными своими работами художник считает — «Фронтовые корреспонденты», триптихи: «Москва строится», «Куранты бьют», циклы 80-х и 90-х годов: «Сочинения», «Предметы и духи», «Связь времён», Цикл «Русь», серии «Паруса», серии портретов. Всеобщее признание получили композиции с использованием мотива подушек — «предметы в пространстве».

## Семья
супруга: Бакулева Марина Александровна
сын: Вуколов, Игорь Олегович

## Персональные выставки
1970 г. — персональная выставка в редакции журнала «Юность». Москва
1971 г. — персональная выставка в ЦДРИ (Центральный дом работников искусств). Москва
1983 г. — персональная выставка в Доме художника. Москва
1984 г. — персональная выставка в Доме Дружбы. Берлин, ГДР.
1989 г. — персональная выставка в Комитете защиты мира. Москва.
1991 г. — персональная выставка в Центральном Доме художников . Москва
1992 г. — Персональная выставка в Национальном музее истории и искусства Люксембурга.
1992 г. — Персональная выставка в гг Дюссельдорф и Эсслинген. ФРГ.
1993 г. — Персональная выставка в г. Шато-Арну. Франция
1994 г. — Персональная выставка в г. Форкалькье. Прованс, Франция.
1997 г. — Персональная выставка в музее г. Булонь-Сюр-Мер, Франция
1998 г. — персональная выставка в музее города Кабриес. Франция
1998 г. — Персональная выставка в Театре-Турски. Марсель, Франция
1999 г. — Персональная выставка в замке Тамплиеров. Греу-ле-Бань. Франция
2001 г. — Персональная выставка в Малом Манеже. Москва
2003 г. — Персональная выставка в Московском музее современного искусства Москва.
2009 г. — Персональная выставка в Российской академии художеств. Москва
2010 г. — Персональная выставка в г. Форкалькье. Прованс, Франция.
2013 г. — Персональная выставка в Генеральном Консульстве Российской Федерации. Марсель, Франция

## Музеи
Произведения О. А. Вуколова находятся в следующих музеях:
Государственная Третьяковская галерея. Москва
Государственный Русский музей. Санкт-Петербург
Московский музей современного искусства. Москва
Государственное музейное объединение «Художественная культура Русского севера». Архангельск
Брянский областной художественный музейно-выставочный центр. Брянск
Вологодская областная картинная галерея. Вологда
Государственный музей изобразительных искусств Республики Татарстан. Казань
Краснодарский краевой художественный музей меня Ф. А. Коваленко. Краснодар
Красноярский государственный художественный музей имени В. И. Сурикова. Красноярск
Галерея современного искусства. Магадан
Магнитогорская картинная галерея. Магнитогорск
Кабардино-Балкарский музей изобразительных искусств имени А. Л. Ткаченко. Нальчик
Норильская художественная галерея. Норильск
Пермская государственная художественная галерея. Пермь
Музей изобразительных искусств республики Карелия. Петрозаводск
Таганрогский художественный музей. Таганрог
Музейный комплекс имени И. Я. Словцова. Тюмень
Национальный музей искусств Азербайджана. Баку
Государственный музей Республики Казахстан имени А. Костеева. Алматы
Галерея изящных искусств. Николаев. Украина

Музей Людвига. Аахен, Германия
Музей Ирэн и Петера Людвиг , Кёльн, Германия
Коллекция Дойче-Банка. Франкфурт-на-Майне,Германия
Музей Генри Наннена. Эмден, Германия
Национальный музей Колумбии. Богота. Колумбия
Фонд изобразительных искусств Дейче-Банка . Люксембург
Словацкая национальная галерея. Братислава, Словакия
Музей изобразительных искусств. Будапешт, Венгрия
Национальный музей. Варшава,Польша
Музей современного искусства. Пекин, Китай